# Carl Martini
Carl Wilhelm Siegfried Martini, auch Karl Martini (* 22. Januar 1845 in Rostock; † 6. Oktober 1907 ebenda) war ein deutscher Rechtswissenschaftler und Instanzenrichter, zuletzt Präsident des Oberlandesgerichts Rostock.

## Leben
Carl Martini stammte aus einer alten mecklenburgsichen Theologen- und Juristenfamilie. Er war einer von fünf Söhnen des Justizkanzlei-Direktors Carl Christian Friedrich Martini (1794–1857) und dessen Frau Charlotte, geb. Volquartz. Erich Martini war sein Bruder; Christoph David Anton Martini sein Großvater, Adolf Martini sein Onkel.
Nach Schulbesuch in Rostock studierte er ab Oktober 1864 Rechtswissenschaften an den Universitäten Rostock, München, Göttingen und ab Oktober 1866 wieder Rostock. 
Er trat in den Staatsdienst von Mecklenburg-Schwerin und wurde 1869 Auditor beim Amt Toitenwinkel. 1872 bestand er das Richterexamen. 1874 wurde er Kanzleirat an der Justizkanzlei, dem mecklenburgischen Mittelgericht, in Schwerin, dann in Rostock. 1876 wurde er Justizrat in Rostock und 1877 Ministerialrat. Mit der Gerichtsreform im Zuge der Reichsjustizgesetze wurde er 1879 Landgerichtsrat und 1881 Landgerichtsdirektor. 1886 kam er als Oberlandesgerichtsrat an das für beide mecklenburgische Großherzogtümer zuständige Oberlandesgericht Rostock. 1893 wurde er Landgerichtspräsident in Schwerin. 
In der Folgezeit wurde er in die l. Kommission zur Erarbeitung des Bürgerlichen Gesetzbuches entsandt. Hier war er Hilfsarbeiter zur Unterstützung von Reinhold Johow und Gottfried Schmitt, den Redaktoren des Sachen- und Erbrechts.
Nach Beendigung der Arbeit wurde er zugleich mit der Einführung des BGB am 1. Januar 1900 als Nachfolger von Bernhard von Maltzan zum Präsidenten des Oberlandesgerichts Rostock ernannt. Dieses Amt hatte er bis zu seinem Tod durch Schlaganfall am 6. Oktober 1907 inne. 
Er war verheirat mit Agnes (Caroline Christina), geb. Kessler (1855–1881). Der Entomologe Erich Martini war ein Sohn des Paares.

## Auszeichnungen
- Hausorden der Wendischen Krone, Großkomtur
- Gedächtnismedaille für Großherzog Friedrich Franz III.